# تيم ريغان
تيم ريغان (بالإنجليزية: Tim Regan)‏ هو لاعب كرة قدم أمريكي في مركز الدفاع، ولد في 27 يونيو 1981 في أورلاند هيلز في الولايات المتحدة. لعب مع نادي تورونتو ونادي شيفاز يو إس أي ونيويورك ريد بولز.